# 蚵嗲
蚵炱（俗寫「蚵嗲」）是臺灣及閩南地區的油炸類小吃，又稱蚵仔炸，流行於臺灣西部沿海養殖蚵（即是海蠣、生蠔）之漁村、港口市鎮。

## 料理方式

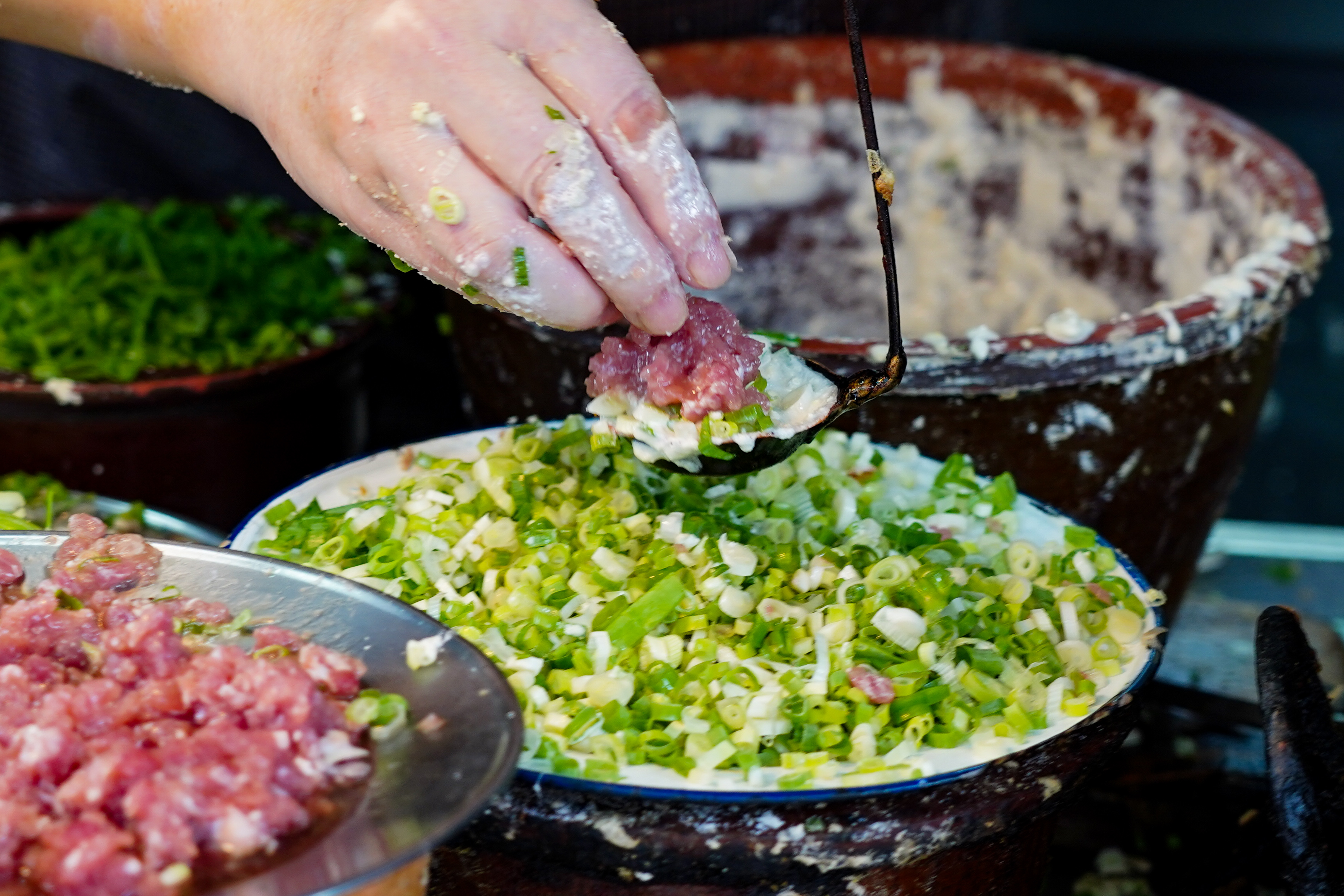
蚵嗲製作

將微凹鐵杓以麵粉 蛋做底，依序添加高麗菜絲、韭菜末、肉末、蚵、再疊上高麗菜絲，最後再以麵粉漿裹好後，放置於油鍋內油炸至熟，外酥內熟蚵嗲容易與鐵杓分離，輕輕敲打即可將蚵嗲晾乾於旁。食用時可佐以醬料。根據各地風俗不同，有些地方除了高麗菜絲之外會另加豆芽等食材，增添風味。

## 產地
台南北門、麻豆、東山與安平等沿海地區。台灣本島以台南為中心，南至高雄、北至彰化等蚵仔養殖地區都可以看見以蚵嗲聞名的小吃店。尤其彰化縣沿海王功漁港一條街上聚集了十數家蚵嗲店；故中華民國總統蔣經國是王功蚵嗲常客；店家常懸掛蔣經國來店用餐的照片招徠食客。
蚵嗲依地區有不同類別，台灣本島西部沿岸佐料以豆芽，韭菜為主，主料為豬肉與生蚵，雲林縣臺西鄉、東石鄉一帶甚至有保育類海豚肉佐生薑的配料；金門地區口味近廈門，以高麗菜佐石蚵，尺寸較台灣本島小，色淺。

## 外部連結
- 美食鳳味-蚵嗲 （页面存档备份，存于）